# Santiago Chacón
Santiago Chacón (Buenos Aires, Argentina, 30 de mayo de 1992) es un futbolista argentino. Juega como mediocampista por derecha y su primer equipo fue Huracán. Actualmente milita en Bangor City FC (Gales) de la Segunda división de Gales (Cymru North).

## Trayectoria

### Huracán
Debutó profesionalmente ante Patronato (el 12 de mayo de 2012) hasta las fechas se ha desempeñado en varios partidos y ha logrado un buen rendimiento. 

### AE Ermionida
En 2014 fue transferido libre al AE Ermionida, equipo que milita en la segunda división del fútbol griego.

### Villa Teresa
En el 2015 es transferido al Club Atlético Villa Teresa de Uruguay por la suma de €150.000. Tuvo buenos desempeños en los partidos, aunque no logró marcar ningún gol. Compartió equipo con Adrián Balboa

### San Martín de San Juan
En el 2016 es transferido al club argentino por la suma de €250.000. De esta manera, arriba por primera vez a la máxima categoría del fútbol argentino.

## Clubes
| Club                   | País      | Año       |
| ---------------------- | --------- | --------- |
| Huracán                | Argentina | 2011-2014 |
| AE Ermionida           | Grecia    | 2014-2015 |
| Villa Teresa           | Uruguay   | 2015-2016 |
| San Martín de San Juan | Argentina | 2016-2018 |
| Santamarina de Tandil  | Argentina | 2018-2019 |
| Bangor City FC (Gales) | Argentina | 2020-?    |